# ألبرت جونسون (لاعب كرة قدم كندية)
ألبرت جونسون (بالإنجليزية: Albert Johnson)‏ هو لاعب كرة قدم كندية أمريكي، ولد في 11 نوفمبر 1977 في هيوستن في الولايات المتحدة.